# Julián Gayarre

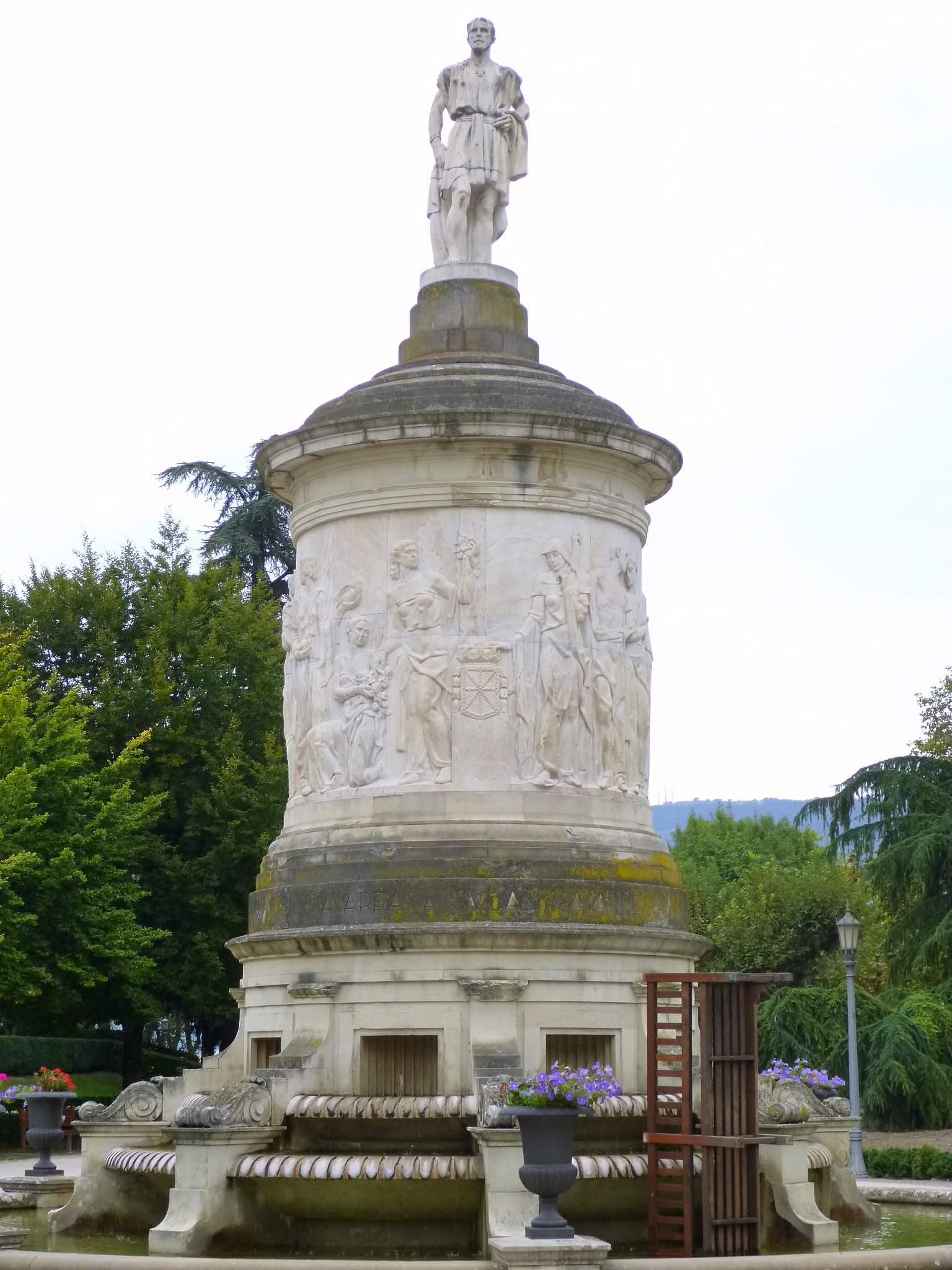
Estátua de Julián Gayarre no Parque de la Taconera em Navarra, Espanha

Sebastián Julián Gayarre Garjón (Roncal, 9 de janeiro de 1844 — Madri, 2 de janeiro de 1890), mais conhecido como Julián Gayarre, foi um cantor e ator de ópera basco que criou o papel de Marcello em Il Duca d'Alba de Donizetti, e de Enzo Grimaldo em La Gioconda, de Ponchielli .
Embora tenha enfrentado forte competição por este título com Roberto Stagno, Italo Campanini, Angelo Masini e Francesco Tamagno, Gayarre foi considerado por muitos comentaristas do final do século XIX como o supremo tenor de caraterísticas italianas da sua geração.

## Biografia
O homem que se tornaria um dos cantores mais célebres da Europa nasceu e foi criado em uma família de Navarra, na pequena cidade de Roncal, nos Pirenéus. O terceiro filho de Mariano Gayarre e Maria Ramona Garjón, alguns meios modestos, ele deixou a escola aos 13 anos para trabalhar como pastor. Quando tinha 15 anos, seu pai o enviou a Pamplona para trabalhar em uma loja. Foi lá que teve seu primeiro contato com a música. Era uma paixão que lhe custaria o emprego quando foi demitido por deixar a loja para seguir uma banda que desfilava na rua do lado de fora.
Trabalhou como ferreiro na vila de Lumbier e, mais tarde, em Pamplona, na fundição de Pinaqui. Um de seus colegas de trabalho, que o ouviu cantar enquanto trabalhava, o incentivou a ingressar no Orfeón Pamplonés, o coro recém-formado da cidade, dirigido por Joaquin Maya. Maya assumiu-o como primeiro tenor e apresentou-o ao célebre professor e compositor de música, Hilarión Eslava . Eslava, impressionado com o belo timbre da voz ainda não treinada, arranjou uma bolsa para Gayarre estudar no Conservatório Real de Madri . Sua primeira apresentação pública foi em 1867 com uma empresa zarzuela em Tudela, sob o nome artístico de "Sandoval".
Depois de deixar o conservatório em 1868, cantou no coro das produções de zarzuela em Madrid, mas depois de ser demitido pelo gerente de teatro Joaquín Gaztambide, voltou sem um tostão para Roncal. Encorajados por Hilarión Eslava, seus admiradores, liderados por Conrado García, um dos fundadores do Orfeón Pamplonés organizaram um recital de sucesso em Pamplona que convenceu o Conselho Provincial de Navarra a conceder-lhe fundos para prosseguir estudos com Giuseppe Gerli no Conservatório de Milão.
Em 1869, pouco depois de iniciar seus estudos em Milão, Gayarre fez sua estreia na ópera como Nemorino em L'elisir d'amore em Varese. Especialmente conhecido por sua interpretação de Fernando em La Favorita, também foi considerado pelos críticos da época, especialmente na Itália, um excelente ator com uma presença de palco imponente. Os primeiros sucessos e fama de Gayarre vieram de suas performances nas principais casas de ópera da Itália, onde criou o papel de Marcello em Il Duca d'Alba em 1871 e Enzo na estreia de La Gioconda em 1876. No entanto, logo foi muito procurado em Paris e Londres, bem como em sua terra natal, a Espanha . Gayarre também cantou em Lisboa, Viena e São Petersburgo e viajou pelo Brasil e Argentina com o contralto espanhol Elena Sanz, uma parceira frequente, especialmente no La Scala . No final de sua carreira, em 1887, cantou Sobinin na primeira apresentação em Londres de A Life for the Tsar, de Glinka .

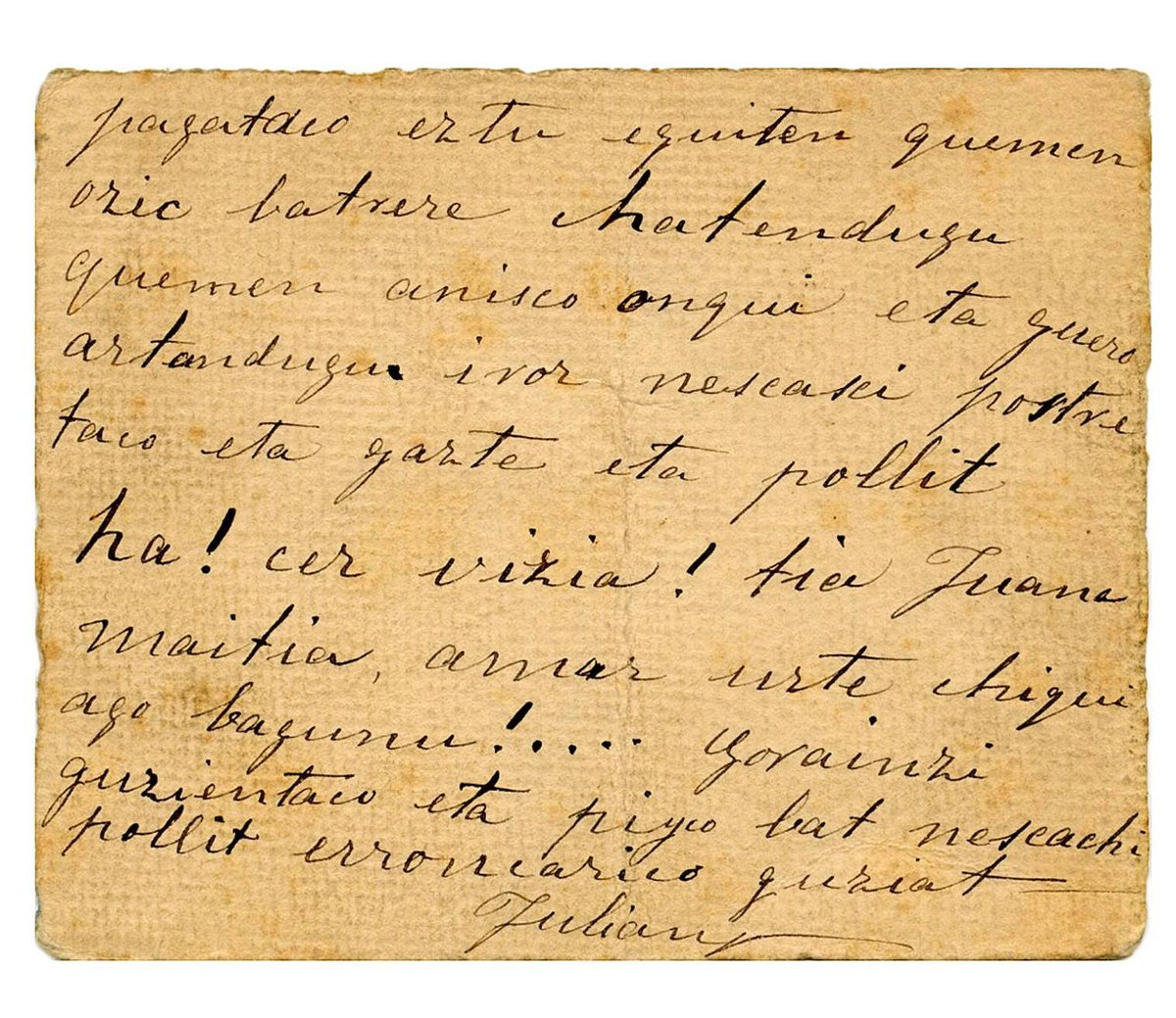
A Carta dirigida por Gayarre a sua tia, manuscrita em basco

Gayarre cantou um repertório amplo, variando de obras de Bel Canto a dramas musicais compostos por Richard Wagner . Na temporada de 1870/71, no Teatro Regio di Parma, cantou com grande sucesso um trio de óperas de Verdi: I Lombardi, Un ballo in maschera e Rigoletto .Em outubro de 1872, no Teatro Comunal de Bolonha, cantou Osiride em Mosè no Egito de Rossini. Apenas um mês depois, cantou o papel-título em Tannhäuser de Wagner, na primeira apresentação da obra na Itália. O outro grande papel wagneriano de Gayarre foi Lohengrin, que cantou em sua primeira apresentação no Teatro Real de Madri em 1881. No entanto, no ano seguinte ele voltou ao repertório Bel Canto, (Uma drástica mudança de repertório, considerando que os papéis para tenores em óperas de Bel Canto são significantemente mais leves e agudos do que os das óperas de Wagner.) se apresentando nos papéis de Arturo em I Puritani de Donizetti, e Fernando em La Favorita do mesmo compositor no Teatro Calderón de Madrid. Gayarre também foi um notável intérprete do repertório francês. Seus papéis nessa área incluem: o papel título em Fausto de Gounod, Raoul em Les Huguenots de Meyerbeer, e Jean em Le Prophète do mesmo compositor.
O auge da carreira de Gayarre durou de 1873 até 1886, quando começou a ter problemas respiratórios recorrentes, causando uma deterioração em sua voz.  Em 8 de dezembro de 1889, no Teatro Real de Madri, Gayarre se apresentou no palco pela última vez em Les pêcheurs de perles de Bizet. Durante a performance, sua voz falhou visivelmente na ária de Nadir, "Je crois entender encore". Foi relatado que ele se ajoelhou murmurando "No puedo cantar más" ("Não posso mais cantar"), e correu para a coxia. Acabou sendo chamado de volta ao palco pelo público empático, mas foi ouvido dizer: "Esto se acabó" ("Este é o fim"). Gayarre faleceu 25 dias depois aos 45 anos de idade em decorrência de um câncer na laringe. Foi enterrado no cemitério de Roncal, muito perto da casa onde nasceu.
Em 1901, seu túmulo foi marcado com um elaborado mausoléu de mármore e bronze pelo famoso escultor espanhol Mariano Benlliure . Dois anos depois, Pamplona renomeou seu Teatro Principal em sua homenagem. Gayarre também é comemorado em Pamplona com uma competição bienal para jovens cantores: El Concurso Internacional de Canto Julián Gayarre.
As cartas que Gayarre costumava enviar para sua família quando estava no exterior são consideradas um tesouro pelos linguistas, pois representam algumas das melhores amostras do dialeto basco de Roncal, agora extinto.
Foram feitos vários filmes espanhóis baseados em sua vida, Incluindo:
- El Canto del ruiseñor (1932), dirigido por Carlos San Martín com José Romeu como Gayarre
- Gayarre (1959), dirigido por Domingo Viladomat, com Alfredo Kraus como Gayarre.
- Romanza Final (1986), dirigido por José María Forqué, com José Carreras como Gayarre.